# Clotenus
Clotenus est un roi légendaire de l’île de Bretagne (actuelle Grande-Bretagne), dont l’« histoire » est rapportée par Geoffroy de Monmouth dans son Historia regum Britanniae (vers 1135).

## Contexte
Geoffroy de Monmouth indique seulement que  Clotenus, est le 10e des vingt cinq rois qui règnent entre la mort de Katellus [Cadell ap Geraint] et l'accession au trône d'Heli (c'est-à-dire: Beli Mawr). Cloten succède à Cledaucus [Clydog] et il a comme successeur Gurgintius Dans le Brut y Brenhinedd  il est nommé Clydno, un nom qui ne correspond pas. Dans la version  Cotton Cleopatra il apparaît sous le nom de Clydno ap Clydog, comme dans les généalogies postérieures.

## Sources
- Geoffroy de Monmouth Histoire des rois de Bretagne, traduit et commenté par Laurence Mathey-Maille, Édition Les belles lettres, coll. « La roue à livres », Paris, 2004,  (ISBN 2-251-33917-5)
- (en) Peter Bartrum, A Welsh classical dictionary: people in history and legend up to about A.D. 1000, Aberystwyth, National Library of Wales, 1993 (ISBN 9780907158738), p. 148  CLOTEN (2), fictitious king of Britain. (Second century B.C.)